# Ceratocryptus apicimaculatus
Ceratocryptus apicimaculatus là một loài tò vò trong họ Ichneumonidae.